# Minette Walters
Minette Walters, ur. 26 września 1949 w Bishop’s Stortford – brytyjska autorka powieści kryminalnych.

## Powieści
- Rzeźbiarka, wyd. pol. 1998
- Wędzidło sekutnicy, wyd. pol. Rebis 2001, przekł. Mirosław P. Jabłoński
- Lodownia, wyd. pol. 2001
- Echo, wyd. pol. 2002